# 凍雅
凍雅（とうが、2003年2月27日 - ）は、日本の女性プロレスラー。神奈川県出身。東京女子プロレス所属。血液型O型。

## 経歴
2023年
- 1月4日、練習生とうがとして入門[2][3]。
- 2月28日、練習生とうがのリングネームが凍雅に決定[4][5]。
- 3月6日、新宿FACE大会でプロレスデビュー。シングルマッチで山下実優に敗れる[6][7][8]。
- 8月12日、後楽園ホール大会にて鈴木志乃より自力初勝利。

## 人物
- 憧れの選手は赤井沙希。

## 得意技
変型ロックボトム
エルボーバット
ローリングサンダー
フォールアウェイスラム

## 入場曲
- 風花雪月 / マサキ（YMZ）